# 5335 Damocles
5335 Damocles eller 1991 DA är urtypen för en damokloid, en typ av asteroid som består av inaktiva kärnor till vad som en gång varit kometer i omloppsbanor liknande Halleys eller långperiodiska kometer. Den upptäcktes 1991 och är uppkallad efter Damokles, en karaktär inom grekisk mytologi.
När Damocles upptäcktes 1991 av den australiensiske astronomen Robert H. McNaught, fann man att den hade en omloppsbana helt olik någon annan asteroid. Omloppsbanan sträcker sig från Mars ända ut till Uranus. Den verkade vara på väg att förflytta sig från en nästan cirkulär omloppsbana i det yttre av solsystemet till en excentrisk omloppsbana som tar den till det inre av solsystemet. Duncan Steel, Gerhard Hahn, Mark Bailey, och David Asher beräknade att den med stor sannolikhet skulle komma att bli ett jordnära objekt och tillbringa en del av sitt liv i en sådan omloppsbana. Damocles har en stabil omloppsbana under flera tiotusental år före och efter den nuvarande på grund av att omloppsbanan lutar så kraftigt att den aldrig kommer nära Jupiter eller Saturnus.
Det spekuleras i om 5335 Damocles kan ha samband med meteorregnet på planeten Mars i riktning mot Drakens stjärnbild.